# Herman Bolhaar
H.J. (Herman) Bolhaar (Epe, 1955) is sinds 1 februari 2018 de Nationaal Rapporteur van het instituut Nationaal Rapporteur Mensenhandel en Seksueel Geweld tegen Kinderen. Bolhaar volgde Corinne Dettmeijer op, die per 15 november 2017 stopte als Nationaal Rapporteur.
Bolhaar was van 2008 tot 2011 hoofdofficier van justitie in Amsterdam. Daarna was hij van 1 juni 2011 tot 1 juni 2017 voorzitter van het College van procureurs-generaal van het Openbaar Ministerie geweest. Daarna was hij als senior fellow verbonden aan het Ash Center for Democratic Governance and Innovation van de Universiteit Harvard in Cambridge in de Verenigde Staten. Als voorzitter van het College van procureurs-generaal was Bolhaar betrokken bij de aanpak van mensenhandel. Zo was hij voorzitter van de Task Force Mensenhandel waarin politie, OM, gemeenten, Koninklijke Marechaussee, de Inspectie SZW, de Immigratie- en Naturalisatiedienst samenwerken met de Kamer van Koophandel, niet-gouvermentele organisaties en private partijen als de horeca.